# Copa do Mundo FIFA de 2022 – Grupo D
O Grupo D da Copa do Mundo FIFA 2022 acontecerá de 22 a 30 de novembro de 2022. O grupo é formado pela França, Austrália vencedor da AFC-CONMEBOL, Dinamarca e Tunísia. As duas melhores equipes avançam para as oitavas de final.

## Equipes
| Inscrição            | Equipe    | Confederação    | Método de qualificação         | Data de qualificação   | Aparições em Copas | Última participação | Melhor resultado                              | Ranking da FIFA |
| Inscrição            | Equipe    | Confederação    | Método de qualificação         | Data de qualificação   | Aparições em Copas | Última participação | Melhor resultado                              | março de 2022   |
| -------------------- | --------- | --------------- | ------------------------------ | ---------------------- | ------------------ | ------------------- | --------------------------------------------- | --------------- |
| D1 (cabeça-de-chave) | França    | UEFA            | Vencedor do grupo D            | 13 de novembro de 2021 | 16                 | 2018                | Campeão (1998 e 2018)                         | 7°              |
| D2                   | Austrália | AFC ou CONMEBOL | Venc. da rep. intercontinental | 13 de junho de 2022    | 6ª                 | 2018                | Oitavas-de-final (2006)                       | 42º             |
| D3                   | Dinamarca | UEFA            | Vencedor do grupo J            | 12 de outubro de 2021  | 6                  | 2018                | Quartas de Final (1998)                       | 11º             |
| D4                   | Tunísia   | CAF             | Vencedor do grupo E            | 29 de março de 2022    | 6                  | 2018                | Fase de grupos (1978, 1998, 2002, 2006, 2018) | 35º             |

## Encontros anteriores em Copas do Mundo
- França x Austrália
  - 2018, fase de grupos: França 2–1 Austrália
- Dinamarca x Tunísia: Nenhum encontro
- França x Dinamarca:
  - 1998, fase de grupos: França 2–1 Dinamarca
  - 2002, fase de grupos: Dinamarca 2–0 França
  - 2018, fase de grupos: Dinamarca 0–0 França
- Tunísia x Austrália Nenhum encontro
- Tunísia x França: Nenhum encontro
- Austrália x Dinamarca
  - 2018, fase de grupos: Austrália 1–1 Dinamarca

## Classificação
| Pos | Equipe    | Pts | J | V | E | D | GP | GC | SG | Classificado      |
| --- | --------- | --- | - | - | - | - | -- | -- | -- | ----------------- |
| 1   | França    | 6   | 3 | 2 | 0 | 1 | 6  | 3  | +3 | Fase eliminatória |
| 2   | Austrália | 6   | 3 | 2 | 0 | 1 | 3  | 4  | −1 | Fase eliminatória |
| 3   | Tunísia   | 4   | 3 | 1 | 1 | 1 | 1  | 1  | 0  | Eliminado         |
| 4   | Dinamarca | 1   | 3 | 0 | 1 | 2 | 1  | 3  | −2 | Eliminado         |

## Partidas
Todas as partidas seguem o fuso horário UTC+3.

### Dinamarca x Tunísia
| 22 de novembro | Dinamarca | 0 – 0     | Tunísia | Estádio da Cidade da Educação, Al Rayyan |
| 16:00          |           | Relatório |         | Público: 42 925 Árbitro: MEX César Ramos |

| Dinamarca | Tunísia |

| GK              | 1  | Kasper Schmeichel      |
| RB              | 6  | Andreas Christensen    |
| CB              | 2  | Joachim Andersen       |
| CB              | 4  | Simon Kjær 65'         |
| LB              | 5  | Joakim Mæhle           |
| CM              | 8  | Thomas Delaney 45+1'   |
| CM              | 10 | Christian Eriksen      |
| CM              | 23 | Pierre-Emile Højbjerg  |
| RF              | 11 | Andreas Skov Olsen 65' |
| CF              | 12 | Kasper Dolberg 65'     |
| LF              | 13 | Rasmus Kristensen 24'  |
| Substituições:  |    |                        |
| CM              | 14 | Mikkel Damsgaard 45+1' |
| CB              | 7  | Mathias Jensen 78' 65' |
| RF              | 25 | Jesper Lindstrøm 65'   |
| CF              | 21 | Andreas Cornelius 65'  |
| Treinador:      |    |                        |
| Kasper Hjulmand |    |                        |

| GK             | 16 | Aymen Dahmen                  |
| CB             | 4  | Yassine Meriah                |
| CB             | 3  | Montassar Talbi               |
| CB             | 6  | Dylan Bronn                   |
| RWB            | 20 | Mohamed Dräger 88'            |
| LWB            | 24 | Ali Abdi                      |
| CM             | 14 | Aïssa Laïdouni 88'            |
| CM             | 17 | Ellyes Skhiri                 |
| CM             | 25 | Anis Ben Slimane 67'          |
| CF             | 7  | Youssef Msakni 80'            |
| CF             | 9  | Issam Jebali 80'              |
| Substituições: |    |                               |
| CM             | 23 | Naïm Sliti 67'                |
| CF             | 8  | Hannibal Mejbri 80'           |
| CF             | 11 | Taha Yassine Khenissi 86' 80' |
| RWB            | 21 | Wajdi Kechrida 88'            |
| CM             | 13 | Ferjani Sassi 88'             |
| Treinador:     |    |                               |
| Jalel Kadri    |    |                               |

| Homem do Jogo: Aïssa Laïdouni Bandeirinhas: Alberto Morín Miguel Hernández Quarto árbitro: Saíd Martínez Quinto árbitro: Walter López Árbitro assistente de vídeo: Fernando Guerrero Árbitros assistentes de árbitro de vídeo: Armando Villarreal Gabriel Chade Juan Martínez Munuera Mahmoud Abouelregal |

### França x Austrália
| 22 de novembro | França                                    | 4 – 1     | Austrália  | Estádio Al Janoub, Al Wakrah              |
| 22:00          | Rabiot 27' · Giroud 32', 71' · Mbappé 68' | Relatório | Goodwin 9' | Público: 40 875 Árbitro: RSA Victor Gomes |

| França | Austrália |

| GK               | 1  | Hugo Lloris             |
| RB               | 2  | Benjamin Pavard 89'     |
| CB               | 24 | Ibrahima Konaté         |
| CB               | 18 | Dayot Upamecano         |
| LB               | 21 | Lucas Hernández 13'     |
| CM               | 8  | Aurélien Tchouaméni 76' |
| CM               | 14 | Adrien Rabiot           |
| LW               | 11 | Ousmane Dembélé 76'     |
| AM               | 7  | Antoine Griezmann       |
| RW               | 10 | Kylian Mbappé           |
| CF               | 9  | Olivier Giroud 89'      |
| Substituições:   |    |                         |
| LB               | 22 | Theo Hernández 13'      |
| CM               | 13 | Youssouf Fofana 76'     |
| LW               | 20 | Kingsley Coman 76'      |
| CF               | 26 | Marcus Thuram 89'       |
| RB               | 5  | Jules Koundé 89'        |
| Treinador:       |    |                         |
| Didier Deschamps |    |                         |

| GK             | 1  | Mathew Ryan            |
| RB             | 16 | Aziz Behich            |
| CB             | 4  | Kye Rowles             |
| CB             | 19 | Harry Souttar          |
| LB             | 3  | Nathaniel Atkinson 85' |
| CM             | 22 | Jackson Irvine 80' 85' |
| CM             | 13 | Aaron Mooy 90+5'       |
| CM             | 14 | Riley McGree 73'       |
| RF             | 23 | Craig Goodwin 73'      |
| CF             | 15 | Mitchell Duke 55' 56'  |
| LF             | 7  | Mathew Leckie          |
| Substituições: |    |                        |
| CF             | 25 | Jason Cummings 56'     |
| CM             | 11 | Awer Mabil 73'         |
| RF             | 21 | Garang Kuol 73'        |
| CM             | 26 | Keanu Baccus 85'       |
| LB             | 2  | Miloš Degenek 85'      |
| Treinador:     |    |                        |
| Graham Arnold  |    |                        |

| Homem do Jogo: Kylian Mbappé Bandeirinhas: Zakhele Siwela Souru Phatsoane Quarto árbitro: Salima Mukansanga Quinto árbitro: Kathryn Nesbitt Árbitro assistente de vídeo: Drew Fischer Árbitros assistentes de árbitro de vídeo: Adil Zourak Kyle Atkins Marco Fritz Corey Parker |

### Tunísia x Austrália
| 26 de novembro | Tunísia | 0 – 1     | Austrália | Estádio Al Janoub, Al Wakrah                |
| 13:00          |         | Relatório | Duke 23'  | Público: 41 823 Árbitro: GER Daniel Siebert |

| Tunísia | Austrália |

| GK             | 16 | Aymen Dahmen          |       |     |
| CB             | 6  | Dylan Bronn           |       | 73' |
| CB             | 4  | Yassine Meriah        |       |     |
| CB             | 3  | Montassar Talbi       |       |     |
| RM             | 20 | Mohamed Dräger        |       | 46' |
| CM             | 17 | Ellyes Skhiri         |       |     |
| CM             | 14 | Aïssa Laïdouni        | 26'   | 67' |
| LM             | 24 | Ali Abdi              | 64'   |     |
| RF             | 23 | Naïm Sliti            |       |     |
| CF             | 9  | Issam Jebali          |       | 73' |
| LF             | 7  | Youssef Msakni        |       |     |
| Substituições: |    |                       |       |     |
| MF             | 13 | Ferjani Sassi         | 90+3' | 46' |
| FW             | 10 | Wahbi Khazri          |       | 67' |
| DF             | 21 | Wajdi Kechrida        |       | 73' |
| FW             | 11 | Taha Yassine Khenissi |       | 73' |
| Treinador:     |    |                       |       |     |
| Jalel Kadri    |    |                       |       |     |

| GK             | 1  | Mathew Ryan    |  |     |
| RB             | 5  | Fran Karačić   |  | 75' |
| CB             | 19 | Harry Souttar  |  |     |
| CB             | 4  | Kye Rowles     |  |     |
| LB             | 16 | Aziz Behich    |  |     |
| CM             | 14 | Riley McGree   |  | 64' |
| CM             | 13 | Aaron Mooy     |  |     |
| CM             | 22 | Jackson Irvine |  |     |
| RF             | 7  | Mathew Leckie  |  | 85' |
| CF             | 15 | Mitchell Duke  |  | 64' |
| LF             | 23 | Craig Goodwin  |  | 85' |
| Substituições: |    |                |  |     |
| FW             | 9  | Jamie Maclaren |  | 64' |
| MF             | 10 | Ajdin Hrustic  |  | 64' |
| DF             | 2  | Miloš Degenek  |  | 75' |
| FW             | 11 | Awer Mabil     |  | 85' |
| MF             | 26 | Keanu Baccus   |  | 85' |
| Treinador:     |    |                |  |     |
| Graham Arnold  |    |                |  |     |

| Homem do Jogo: Mitchell Duke Bandeirinhas: Rafael Foltyn Jan Seidel Quarto árbitro: Saíd Martínez Quinto árbitro: Karen Díaz Medina Árbitro assistente de vídeo: Bastian Dankert Árbitros assistentes de árbitro de vídeo: Marco Fritz Corey Parker Pol van Boekel Kathryn Nesbitt |

### França x Dinamarca
| 26 de novembro | França          | 2 – 1     | Dinamarca       | Estádio 974, Doha                             |
| 19:00          | Mbappé 61', 86' | Relatório | Christensen 68' | Público: 42 860 Árbitro: POL Szymon Marciniak |

| França | Dinamarca |

| GK               | 1  | Hugo Lloris         |     |       |
| RB               | 5  | Jules Koundé        | 43' |       |
| CB               | 4  | Raphaël Varane      |     | 75'   |
| CB               | 18 | Dayot Upamecano     |     |       |
| LB               | 22 | Theo Hernández      |     |       |
| CM               | 8  | Aurélien Tchouaméni |     |       |
| CM               | 14 | Adrien Rabiot       |     |       |
| RW               | 11 | Ousmane Dembélé     |     | 75'   |
| AM               | 7  | Antoine Griezmann   |     | 90+3' |
| LW               | 10 | Kylian Mbappé       |     |       |
| CF               | 9  | Olivier Giroud      |     | 63'   |
| Substituições:   |    |                     |     |       |
| FW               | 26 | Marcus Thuram       |     | 63'   |
| FW               | 20 | Kingsley Coman      |     | 75'   |
| DF               | 24 | Ibrahima Konaté     |     | 75'   |
| MF               | 13 | Youssouf Fofana     |     | 90+3' |
| Treinador:       |    |                     |     |       |
| Didier Deschamps |    |                     |     |       |

| GK              | 1  | Kasper Schmeichel     |     |       |
| CB              | 2  | Joachim Andersen      |     |       |
| CB              | 6  | Andreas Christensen   | 20' |       |
| CB              | 3  | Victor Nelsson        |     |       |
| RM              | 13 | Rasmus Kristensen     |     | 90+2' |
| CM              | 23 | Pierre-Emile Højbjerg |     |       |
| CM              | 10 | Christian Eriksen     |     |       |
| LM              | 5  | Joakim Mæhle          |     |       |
| RW              | 25 | Jesper Lindstrøm      |     | 85'   |
| LW              | 14 | Mikkel Damsgaard      |     | 73'   |
| CF              | 21 | Andreas Cornelius     | 23' | 46'   |
| Substituições:  |    |                       |     |       |
| FW              | 9  | Martin Braithwaite    |     | 46'   |
| FW              | 12 | Kasper Dolberg        |     | 73'   |
| MF              | 15 | Christian Nørgaard    |     | 85'   |
| DF              | 26 | Alexander Bah         |     | 90+2' |
| Treinador:      |    |                       |     |       |
| Kasper Hjulmand |    |                       |     |       |

| Homem do Jogo: Kylian Mbappé Bandeirinhas: Paweł Sokolnicki Tomasz Listkiewicz Quarto árbitro: Ma Ning Quinto árbitro: Cao Yi Árbitro assistente de vídeo: Tomasz Kwiatkowski Árbitros assistentes de árbitro de vídeo: Juan Martínez Munuera Taleb Al-Marri Alejandro Hernández Hernández Mohamed Al-Hammadi |

### Austrália x Dinamarca
| 30 de novembro | Austrália  | 1 – 0     | Dinamarca | Estádio Al Janoub, Al Wakrah                  |
| 18:00          | Leckie 60' | Relatório |           | Público: 41 232 Árbitro: ALG Mustapha Ghorbal |

| Austrália | Dinamarca |

| GK             | 1  | Mathew Ryan        |
| RB             | 2  | Miloš Degenek 57'  |
| CB             | 19 | Harry Souttar      |
| CB             | 4  | Kye Rowles         |
| LB             | 16 | Aziz Behich 4'     |
| RM             | 7  | Mathew Leckie 89'  |
| CM             | 22 | Jackson Irvine     |
| CM             | 13 | Aaron Mooy         |
| LM             | 23 | Craig Goodwin 46'  |
| CF             | 15 | Mitchell Duke 82'  |
| CF             | 14 | Riley McGree 74'   |
| Substituições: |    |                    |
| MF             | 26 | Keanu Baccus 46'   |
| DF             | 8  | Bailey Wright 74'  |
| FW             | 9  | Jamie Maclaren 82' |
| FW             | 10 | Ajdin Hrustic 89'  |
| Treinador:     |    |                    |
| Graham Arnold  |    |                    |

| GK              | 1  | Kasper Schmeichel      |
| RB              | 13 | Rasmus Kristensen 46'  |
| CB              | 2  | Joachim Andersen       |
| CB              | 6  | Andreas Christensen    |
| LB              | 5  | Joakim Mæhle 69'       |
| CM              | 23 | Pierre-Emile Højbjerg  |
| CM              | 7  | Mathias Jensen 59'     |
| RW              | 11 | Andreas Skov Olsen 69' |
| AM              | 10 | Christian Eriksen      |
| LW              | 25 | Jesper Lindstrøm       |
| CF              | 9  | Martin Braithwaite 59' |
| Substituições:  |    |                        |
| DF              | 26 | Alexander Bah 46'      |
| FW              | 12 | Kasper Dolberg 59'     |
| FW              | 14 | Mikkel Damsgaard 59'   |
| FW              | 24 | Robert Skov 75' 69'    |
| FW              | 21 | Andreas Cornelius 69'  |
| Treinador:      |    |                        |
| Kasper Hjulmand |    |                        |

| Homem do Jogo: Mathew Leckie Bandeirinhas: Mokrane Gourari Abdelhak Etchiali Quarto árbitro: Maguette Ndiaye Quinto árbitro: Djibril Camara Árbitro assistente de vídeo: Mauro Vigliano Árbitros assistentes de árbitro de vídeo: Nicolás Gallo Gabriel Chade Adil Zourak Ezequiel Brailovsky |

### Tunísia x França
| 30 de novembro | Tunísia    | 1 – 0     | França | Estádio da Cidade da Educação, Al Rayyan    |
| 18:00          | Khazri 58' | Relatório |        | Público: 43 627 Árbitro: NZL Matthew Conger |

| Tunísia | França |

| GK             | 16 | Aymen Dahmen                 |
| CB             | 4  | Yassine Meriah               |
| CB             | 5  | Nader Ghandri                |
| CB             | 3  | Montassar Talbi              |
| RM             | 21 | Wajdi Kechrida 28'           |
| CM             | 17 | Ellyes Skhiri                |
| CM             | 14 | Aïssa Laïdouni               |
| LM             | 12 | Ali Maâloul                  |
| RW             | 25 | Anis Ben Slimane 83'         |
| LW             | 15 | Mohamed Ali Ben Romdhane 74' |
| CF             | 10 | Wahbi Khazri 59'             |
| Substituições: |    |                              |
| FW             | 9  | Issam Jebali 59'             |
| MF             | 18 | Ghailene Chaalali 74'        |
| DF             | 24 | Ali Abdi 83'                 |
| Treinador:     |    |                              |
| Jalel Kadri    |    |                              |

| GK               | 16 | Steve Mandanda        |
| RB               | 3  | Axel Disasi           |
| CB               | 4  | Raphaël Varane 63'    |
| CB               | 24 | Ibrahima Konaté       |
| LB               | 25 | Eduardo Camavinga     |
| CM               | 8  | Aurélien Tchouaméni   |
| CM               | 13 | Youssouf Fofana 73'   |
| RW               | 6  | Mattéo Guendouzi 79'  |
| AM               | 15 | Jordan Veretout 63'   |
| LW               | 20 | Kingsley Coman 63'    |
| CF               | 12 | Randal Kolo Muani     |
| Substituições:   |    |                       |
| DF               | 17 | William Saliba 63'    |
| FW               | 10 | Kylian Mbappé 63'     |
| MF               | 14 | Adrien Rabiot 63'     |
| FW               | 7  | Antoine Griezmann 73' |
| FW               | 11 | Ousmane Dembélé 79'   |
| Treinador:       |    |                       |
| Didier Deschamps |    |                       |

| Homem do Jogo: Wahbi Khazri Bandeirinhas: Mark Rule Tevita Makasini Quarto árbitro: Salima Mukansanga Quinto árbitro: Neuza Back Árbitro assistente de vídeo: Abdulla Al-Marri Árbitros assistentes de árbitro de vídeo: Muhammad Taqi Taleb Al-Marri Fernando Guerrero Saud Al-Maqaleh |

## Disciplina
Os pontos por fair play teriam sido usados como critério de desempate se duas equipes tivessem empatadas em todos os demais critérios de desempate. Estes foram calculados com base nos cartões amarelos e vermelhos recebidos em todas as partidas do grupo da seguinte forma:
- primeiro cartão amarelo: menos 1 ponto;
- cartão vermelho indireto (segundo cartão amarelo): menos 3 pontos;
- cartão vermelho direto: menos 4 pontos;
- cartão amarelo e cartão vermelho direto: menos 5 pontos;

Apenas uma das deduções acima seria aplicada a um jogador em uma única partida.
| Seleções  | Jogo 1                        | Jogo 1                            | Jogo 1  | Jogo 1               | Jogo 2                        | Jogo 2                            | Jogo 2  | Jogo 2               | Jogo 3                        | Jogo 3                            | Jogo 3  | Jogo 3               | Pontos |
| Seleções  | Penalizado com cartão amarelo | Penalizado · Penalizado · Expulso | Expulso | Penalizado · Expulso | Penalizado com cartão amarelo | Penalizado · Penalizado · Expulso | Expulso | Penalizado · Expulso | Penalizado com cartão amarelo | Penalizado · Penalizado · Expulso | Expulso | Penalizado · Expulso | Pontos |
| --------- | ----------------------------- | --------------------------------- | ------- | -------------------- | ----------------------------- | --------------------------------- | ------- | -------------------- | ----------------------------- | --------------------------------- | ------- | -------------------- | ------ |
| França    |                               |                                   |         |                      | Koundé                        |                                   |         |                      |                               |                                   |         |                      | –1     |
| Austrália | Mooy, Irvine, Duke            |                                   |         |                      |                               |                                   |         |                      | Behich, Degenek               |                                   |         |                      | –5     |
| Dinamarca | Kristensen, Jensen            |                                   |         |                      | Christensen, Cornelius        |                                   |         |                      | Skov                          |                                   |         |                      | –5     |
| Tunísia   | Khenissi                      |                                   |         |                      | Laïdouni, Abdi, Sassi         |                                   |         |                      | Kechrida                      |                                   |         |                      | –5     |